# ノーマン・ジェイ
ノーマン・ジェイ（Norman Jay MBE、出生名：ノーマン・バーナード・ジョゼフ Norman Bernard Joseph、1957年11月6日 - ）は、イギリスのクラブDJ、ラジオパーソナリティ、サウンド・システムDJ。彼は1980年代はじめに、免許を受けずに一連の「ウェアハウス」パーティーを開催したことで有名になり、さらに、当時は海賊放送だった Kiss FM に参加したことを通して広く知られるようになった。彼は「レア・グルーヴ」という表現を生み出した人物と広く認められている。

## 背景
ジェイは、ロンドンのノッティング・ヒルで、西インド諸島系の両親のもとに生まれた。8歳のときに最初のギグを、知り合いの10歳の誕生日パーティーでおこなったが、この時はブルー・ビート、スカ、ジャズといった父親のレコード・コレクションの影響を受けていた。やがて彼は、「ソウルフルなあらゆるもの、特にアメリカ黒人のサウンドへの愛を展開させた」。

## 経歴

### サウンド・システム
1970年代はじめ、ジェイは、兄弟であるジョーイ・ジェイ (Joey Jay) と組んでサウンド・システムを作り上げ、「グレイト・トリビュレーション (Great Tribulation)」と名付けた。1979年にニューヨークへ旅行する機会を得たことをきっかけに、彼はこの取り組みを、もっと真剣な方向に向かわせることを決意した。1980年、サウンド・システムはシックの曲にちなんで「グッド・タイムズ (Good Times)」と改名され、ノッティング・ヒル・カーニバルにデビューした。グッド・タイムズは、カーニバルの場にソウルやディスコ音楽を持ち込んだとして、当初一部からは反発も招きつつも、当時は「先駆的 (pioneering)」と見なされた。このサウンド・システムは、以降30年間にわたってカーニバルで人気の出し物となり、1991年以降はラドブルック・グローブのウェスト・ロウ (West Row) とサザン・ロウ (Southern Row) の角で催された。1990年代以降、このサウンド・システムは、ロンドン・トランスポートのバスにも載った。2014年には、地区の再開発によってグッド・タイムズは長年使っていた場所を失い、以降カーニバルには参加しなくなった。その代わり、グッド・タイムズは国内各地で催される昼夜の行事にサウンド・システムを提供するようになった。

### ラジオ
ジェイは、1985年10月にロンドンの海賊放送 Kiss FM の創設メンバーの一人となって、創設者のゴードン・マック (Gordon Mac) やジョージ・パワー (George Power) とともに番組をもち、名声を確立した。海賊放送における彼の番組であった『The Original Rare Groove Show』こそが、「レア・グルーヴ」という表現を生み出した。1990年9月、Kiss 100 が合法的に発足した際には、ジェイはやがて一連の『ミュージカリアム (Musiquarium)』番組へと発展する最初の番組を手がけた。彼は、1993年10月に、このラジオ局を離れた。
1997年4月、ジェイはBBCロンドンに加わり、『ジャイアント45 (Giant 45)』というラジオ番組を始めた。この番組は、2008年2月まで続いた。
2006年と2007年を通して、ジェイは BBC Radio 2 で『ザ・ファンキー・ファクトリー (The Funky Factory)』という一連の番組を担当した。
その後の彼は、ソーホー・ラジオでレギュラー番組をもっている。

### ウェアハウス・パーティーとクラブ・ナイト
ラジオへの出演に加え、ジェイはロンドンの各地で、「シェイクン・フィンガーポップ (Shake 'n' Fingerpop)」と題した非合法のウェアハウス・パーティーの開催に関わった。
ジェイは、イギリスで最初のパラダイス・ガレージ・スタイルのクラブとしてカムデンのディングウォールズに開店した「ハイ・オン・ホープ (High On Hope)」の共同創設者の一人となった。1989年から1994年まで、彼はホクストンの「バス・クレフ (Bass Clef)」でも夜のイベントを運営していた。
さらに、2000年代はじめには The Big Chill フェスティバルの常連でもあった。

### レコード・レーベルとプロデュース
ジェイは、1990年にDJジャイルス・ピーターソンとともにレコードレーベル「トーキング・ラウド」を設立し、アシッドジャズ/シーンの先端に立った。
2000年、彼はサウンド・システムに関連する『Good times』と題した5枚のコンピレーション・アルバムの最初の1枚を出した。この動きは、他の多数のスピン・オフのコンピレーションを生み出すことになった。
彼は、2004年のザ・シェイプシフターズの曲「Lola's Theme」のリミックスを担当し、この曲のビデオにも登場した。

## ディスコグラフィ

### コンピレーション・アルバム
- Good Times (Nuphonic, 2000)
- Good Times 2 (Nuphonic, 2001)
- Good Times 3 (React, 2003)
- Good Times 4 (Resist, 2004)
- Good Times 5 (Resist, 2005)
- Giant 45 (React, 2004)
- Skank & Boogie (Sunday Best, 2015)
- Mister Good Times (Sunday Best, 2017)

### シングル
- "Message in a Dream" (High On Hope Records, 1996) - affiliated to Resolution Records

### おもなリミックス
- Azzido Da Bass - "Dooms Night" (Club Tools, 2000)
- Los Jugaderos - "What You Doing to This Girl" (Junior Boy's Own, 2003)
- The Shapeshifters - "Lola's Theme" (Positiva Recors, 2004)

### おもなミックス
- Journeys by DJ - Desert Island Mix (with Gilles Peterson) (JJourneys by DJ, 1997)
- Miss Moneypenny's Presents... - Norman Jay (Miss Moneypenny's Music, 1999)
- BBC Radio 1 - Essential Mix (BBC, 1994/1999/2000)

## 栄誉
ジェイは、2002年に、音楽への貢献に対して大英帝国勲章 (MBE) を贈られた。

## 関連文献
- Mister Good Times, Dialogue Books, 2019